# Live Through This
Live Through This är den amerikanska rockgruppen Holes andra studioalbum. Det gavs ut på skivbolaget Geffen Records den 12 april 1994, bara en vecka efter att sångaren Courtney Loves make Kurt Cobain hade begått självmord. Det var Holes enda album med basisten Kristen Pfaff, som avled i juni 1994 samt deras första med Patty Schemel bakom trummorna.
Stilen på albumet skiljer sig i hög grad från bandets debutalbum Pretty on the Inside (1991), i en övergång från punk och noiserock till ett mer lättillgängligt rocksound där man fokuserade mer på melodi och dynamik och mindre på distorsion och de experimentella inslag som dominerade deras föregående skiva. Textmässigt reflekterade albumet Loves dåvarande liv, hennes övergång till en mer offentlig person och hennes roll som hustru och mor såväl som att ha uppmärksammat kring den "tredje vågens feminism".

## Inspelning
Inspelningen av Live Through This började den 8 oktober 1993 vid Triclops Sound Studio i Marietta, Georgia. Det var medlemmarna från The Smashing Pumpkins som hade rekommenderat studion efter inspelningen av deras andra album, Siamese Dream (1993). Producenter för albumet var Paul Q. Kolderie och Sean Slade. Under första veckan spelades basspåren in, däribland trummor, bas, gitarrer och sång. Därefter fick bandet hjälp av Kurt Cobain i studion innan hans band Nirvana skulle påbörja sin In Utero-turné. Hole bad Cobain att sjunga på några oavslutade nummer, vilket han från början vägrade eftersom han inte visste något om materialet. När han frågade, "hur ska jag kunna sjunga på det om jag inte har hört det?" svarade Love, "bara sjung från toppen av [ditt] huvud". På den färdiga skivan sjunger Cobain på låtarna "Asking for It" och "Softer, Softest", även om Kolderie har sagt att han "sjöng på runt fem eller något sådant [låtar totalt], troligtvis Violet, Miss World och Doll Parts, jag kan inte komma ihåg några av de andra".

## Mottagande

### Kritisk respons
Rolling Stone kommenterade, "Love levererar punk inte bara lika insinuerande som Nirvanas utan också lika frätande som Sex Pistols. Live Through This kan mer påtagligt vara den mest potenta explosion av kvinnligt uppror som någonsin bandats.", medan Entertainment Weekly gav albumet betyget B+ och påpekade, "Vad Live Through This gör helt klart för sig är dock att Love är en större stjärna. Hon har karisma och brinnande attityd, och hon vet om det.".

### Listframgångar
Live Through This nådde som bäst plats 52 på den amerikanska Billboard 200-listan. Albumet tog sig in på 13:e plats både i Australien och Storbritannien och lyckades även göra avtryck på albumlistorna i Belgien, Nederländerna, Sverige och Tyskland.

## Låtlista
Alla låtar är skrivna och komponerade av Courtney Love och Eric Erlandson om inget annat anges. 
| Nr           | Titel                        | Kompositör                    | Längd |
| ------------ | ---------------------------- | ----------------------------- | ----- |
| 1.           | Violet                       |                               | 3:24  |
| 2.           | Miss World                   |                               | 3:00  |
| 3.           | Plump                        |                               | 2:34  |
| 4.           | Asking for It                |                               | 3:29  |
| 5.           | Jennifer's Body              |                               | 3:41  |
| 6.           | Doll Parts                   | Love                          | 3:31  |
| 7.           | Credit in the Straight World | Stuart Moxham                 | 3:11  |
| 8.           | Softer, Softest              |                               | 3:27  |
| 9.           | She Walks on Me              |                               | 3:23  |
| 10.          | I Think That I Would Die     | Love, Erlandson, Kat Bjelland | 3:36  |
| 11.          | Gutless                      |                               | 2:15  |
| 12.          | Rock Star                    |                               | 2:42  |
| Total längd: | Total längd:                 | Total längd:                  | 38:23 |

- Not: "Rock Star" var ett feltryck på albumet; den egentliga låttiteln är "Olympia"

## Listplaceringar
| Lista (1994)                     | Högsta position |
| -------------------------------- | --------------- |
| Australiska albumlistan          | 13              |
| Belgiska albumlistan (Flandern)  | 13              |
| Belgiska albumlistan (Vallonien) | 8               |
| Brittiska albumlistan            | 13              |
| Nederländska albumlistan         | 29              |
| Svenska albumlistan              | 22              |
| Tyska albumlistan                | 39              |
| USA Billboard 200                | 52              |

## Medverkande
- Courtney Love – sång, kompgitarr
- Eric Erlandson – sologitarr
- Kristen Pfaff – bas, piano, bakgrundssång
- Patty Schemel – trummor, slagverk